# Ґонохе

40°31′52″ пн. ш. 141°18′28″ сх. д. / 40.53111° пн. ш. 141.30778° сх. д.
Ґонохе́ (яп. 五戸町, ごのへまち, МФА: [gonohe mat͡ɕi̥]) — містечко в Японії, в повіті Саннохе префектури Аоморі. Станом на 1 жовтня 2007 площа містечка становила 177,82 км². Станом на 1 липня 2008 населення містечка становило 19 213 осіб.